# 埃讷泽勒
埃讷泽勒（法語：Hennezel，法語發音：[ɛnzɛl] ⓘ）是法国大東部大區孚日省的一个市镇，属于讷沙托区。

## 地理
埃讷泽勒（48°3'16"N, 6°7'3"E）面积32.13 平方千米，位于法国大東部大區孚日省，该省份为法国东北部内陆省份，北起默兹省和默尔特-摩泽尔省，西接上马恩省，南至上索恩省和贝尔福地区省，东临上莱茵省和下莱茵省。
与埃讷泽勒接壤的市镇（或旧市镇、城区）包括：维奥梅尼勒、帕萨旺-拉罗谢尔、阿蒂尼、贝尔吕、克洛东、达尔内、格朗吕德班、格吕埃莱叙朗斯、拉艾。

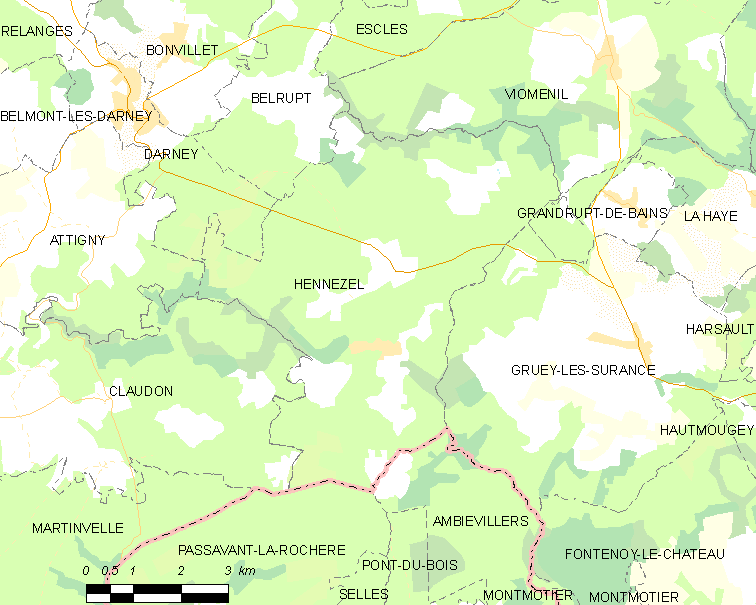
埃讷泽勒的OSM定位图

埃讷泽勒的时区为UTC+01:00、UTC+02:00（夏令时）。

## 行政
埃讷泽勒的邮政编码为88260，INSEE市镇编码为88238。

## 政治
埃讷泽勒所属的省级选区为达尔内县。

## 人口

1962-2008年间埃讷泽勒人口变化图示

埃讷泽勒于2022年1月1日时的人口数量为387人。